# Alex Herron
Alex Herron – norweski reżyser teledysków oraz fotograf.
Wyreżyserował ponad sto teledysków.
Był w składzie jury nagrody Alarmprisen.
Jest członkiem Boxer Films. W 2013 roku dołączył do Boulevard Industries.
Urodził się w rodzinie filmowców i artystów, karierę reżyserską rozpoczął w młodym wieku. W 2003 roku przeniósł się do Los Angeles, aby doskonalić swoje umiejętności pracując nad reklamami i teledyskami.

## Filmografia

### Teledyski

#### Jako reżyser
| Rok  | Tytuł                  | Artysta         |
| ---- | ---------------------- | --------------- |
| 2006 | „Samantha”             | Margaret Berger |
| 2007 | „Now You’re Gone”      | Basshunter      |
| 2008 | „All I Ever Wanted”    | Basshunter      |
| 2008 | „Angel in the Night”   | Basshunter      |
| 2008 | „I Miss You”           | Basshunter      |
| 2009 | „Can’t Get Over”       | September       |
| 2009 | „Every Morning”        | Basshunter      |
| 2009 | „I Promised Myself”    | Basshunter      |
| 2009 | „Jingle Bells”         | Basshunter      |
| 2010 | „Break Your Heart”     | Taio Cruz       |
| 2010 | „Dirty Picture”        | Taio Cruz       |
| 2010 | „Saturday”             | Basshunter      |
| 2010 | „Dynamite”             | Taio Cruz       |
| 2010 | „Written in the Stars” | Tinie Tempah    |
| 2010 | „Sun Is Up”            | Inna            |
| 2010 | „Radio”                | Alesha          |
| 2010 | „Higher”               | Taio Cruz       |
| 2011 | „Telling the World”    | Taio Cruz       |
| 2011 | „Club Rocker”          | Inna            |
| 2011 | „Un Momento”           | Inna            |
| 2011 | „Endless”              | Inna            |
| 2012 | „Northern Light”       | Basshunter      |
| 2012 | „There She Goes”       | Taio Cruz       |
| 2014 | „Dare You”             | Hardwell        |
| 2014 | „Lullaby”              | Professor Green |
| 2014 | „Little Secrets”       | Professor Green |

## Nagrody i nominacje
| Rok  | Gala rozdania    | Nagroda     | Kategoria                           | Rezultat  |
| ---- | ---------------- | ----------- | ----------------------------------- | --------- |
| 2005 | Spellemannprisen | Spellemann  | „Lifetime Guarantee”                | Wygrana   |
| 2006 |                  | Alarmprisen | Årets video („Keep It Cool”)        | Nominacja |
| 2008 | Spellemannprisen | Spellemann  | Årets musikkvideo („All This Time”) | Nominacja |